# Christiane K. Wirtz
Christiane K. Wirtz (* 5. Juli 1966 in Leverkusen) ist eine deutsche Journalistin, Autorin und Coach.

## Leben
Wirtz wuchs in Rheinhessen auf und studierte an der Johannes Gutenberg-Universität Mainz Geschichte, Politikwissenschaften und Jura. Sie war – über ein Stipendium für die Universität Haifa – während des Zweiten Golfkrieges in Israel und berichtete darüber für den SWF (später SWR), für den sie viele Jahre als Redakteurin, Reporterin und Moderatorin tätig war. 2010 wechselte sie zu DRadio Wissen nach Köln (heute Deutschlandfunk Nova).
Wirtz erlebte mehrere Psychosen, die letzte im Zeitraum von 2013 bis 2015/16, und machte diese Erfahrungen in ihrem ersten Buch „Neben der Spur“ (2018) öffentlich. Seitdem engagiert sie sich als Coach und in der Öffentlichkeit für das Thema Mental Health und Anti-Stigmatisierung. Nach Veröffentlichung ihres ersten Buches war sie Gast in den Talkshows Markus Lanz, Nachtcafé und Kölner Treff und war mit Gastbeiträgen in diversen Zeitungen und auf Online-Nachrichtenplattformen vertreten, gab Hörfunk-Interviews, u. a. für Deutschlandfunk Kultur.
Seit 2019 arbeitet sie selbständig als Autorin, Coach und Dozentin, u. a. für die nordrhein-westfälischen Landschaftsverbände LWL und LVR sowie die Universität Göttingen.

## Publikationen
- Neben der Spur. Wenn die Psychose die soziale Existenz vernichtet. Eine Frau erzählt. J.H.W. Dietz Bonn 2018.
- Das Katzenprinzip. Immer auf den Füßen landen – sieben Wege aus der psychischen Krise. J.H.W. Dietz Bonn 2019.